# Pfundskerle
Pfundskerle (Originaltitel: Heavy Weights) ist eine US-amerikanische Filmkomödie von Steven Brill aus dem Jahr 1995.

## Handlung
Der übergewichtige Gerald Garner soll seine Ferien im Sommerlager Camp Hope verbringen. Dort gefällt es ihm zuerst. Nach einiger Zeit wird die Lagerleitung von Tony Perkis übernommen, der sich mit drastischen Methoden bemüht, dass die übergewichtigen Kinder abnehmen. Er will ein Lehrvideo über die Methoden der Gewichtsabnahme drehen.
Nachdem den Kindern ihre Süßigkeiten weggenommen werden, entwickeln sie Pläne, wie sie gegen Perkis vorgehen können. Sie schließen ihn zeitweise ein.
Den Eltern der Kinder wird am Besuchstag ein Video gezeigt, in dem die Methoden von Perkis negativ dargestellt wurden. Sie sind entsetzt und sagen Perkis, seine Zeit im Lager sei vorbei. Perkis wird entlassen.
Die Jungen verbleiben im Lager. Sie gewinnen am Ende – zum ersten Mal – im sportlichen Wettbewerb gegen ein anderes Lager.

## Kritiken
Hal Hinson spottete in der Washington Post vom 17. Februar 1995, der Film sei der „beste Film über pubertierende übergewichtige Jungen in einem Sommerlager“ – weil er der einzige sei. Er könne nur im Wettbewerb mit sich selbst gewinnen.

## Hintergrund
Der Film wurde in North Carolina gedreht. Er spielte in den Kinos der USA ca. 17,7 Millionen US-Dollar ein.